# Margaret (vệ tinh)
Margaret (phát âm /ˈmɑrɡrɨt/ MAR-grət) là vệ tinh dị hình chuyển động thuận hành duy nhất của Sao Thiên Vương.  Nó được phát hiện bởi Scott S. Sheppard và đồng sự vào năm 2003 và được đặt cho một danh xưng tạm thời là S/2003 U 3.
Được định danh là Uranus XXIII, vệ tinh này được đặt tên theo người hầu của Hero trong vở kịch của William Shakespeare Có gì đâu mà rộn.
|  |  |

## Quỹ đạo
Margaret được biết đến như là vệ tinh dị hình chuyển động thuận hành duy nhất của Sao Thiên Vương. Sơ đồ mình hoạ các thông số quỹ đạo của Margaret, nổi bật trong số các vệ tinh dị hình của Sao Thiên Vương, với độ nghiêng trên trục thẳng đứng và độ lệch tâm trên quỹ đạo đại diện cho các phân đoạn kéo dài từ điểm cận tâm tới điểm viễn tâm.
Độ nghiêng của Margaret là 57° gần với giới hạn ổn định. Độ nghiêng nằm giữa 60 < i < 140 không tồn tại các vệ tinh do sự bất ổn định Kozai. Chu kỳ tuế sai cận điểm của Margaret (Pw) dài gần 1,6 triệu năm.
Cho đến năm 2008, độ lệch tâm hiện tại của Margaret là 0,7979.  Điều này tạm thời khiến Margaret trở thành vệ tinh tự nhiên có quỹ đạo lệch tâm lớn nhất trong Hệ Mặt Trời, dù độ lệch tâm trung bình của Nereid lớn hơn.